# SREM Sremska Mitrovica
El Fudbalski Klub Srem es un club de fútbol serbio de la ciudad de Sremska Mitrovica. Fue fundado en 1919 y juega en la Segunda División de Serbia.